# PlayStation 2
PlayStation 2 (официално съкратено PS2) е шесто поколение конзола за видео игри, произведена от Sony, като част от поредицата PlayStation. За първи път е пусната в продажба на 4 март 2000 г. в Япония и през март 2001 г. в България.
PlayStation 2 е най-продаваната конзола на всички времена, след като достига над 150 милиона продадени бройки към 31 януари 2011 г. Това постижение е постигнато за 10 години и 11 месеца, след като устройството е пуснато през 2000 г. Освен това Sony заявява, че има 3874 заглавия за PS2, и че са били продадени 1.52 млрд. копия от стартирането. По-късно Sony разработва няколко по-малки, по-леки версии на конзолата, известни като slimline модели, а през 2006 г. те се наследяват от PlayStation 3.
Дори с пускането на PlayStation 3, PlayStation 2 остава популярна и продължава да се произвежда до 4 януари 2013 г., когато Sony най-накрая обявява спиране на производството след 13 години. Въпреки това нови игри за конзолата продължават да се произвеждат до края на 2013 г. На 15 ноември 2013 г. Sony пуска в продажба PlayStation 4.

## Хардуер и Софтуер
Софтуерът на PlayStation 2 се разпространява на CD-ROM и DVD-ROM. В допълнение конзолата може да възпроизвежда аудио CD-та и DVD филми и е обратно съвместима с игрите за PlayStation. PS2 също поддържа картите с памет и джойстици на PlayStation.
Джойстикът DualShock 2 е модернизиран от стария PlayStation DualShock. Подобно на своя предшественик, DualShock 2 има функцията „вибрация“.
Стандартната карта с памет на PlayStation 2 има капацитет 8 МБ и използва криптирането Sony MagicGate.
Конзолата разполага с USB и IEEE 1394 портове. Съвместимостта зависи от софтуера в подкрепа на устройството. Например, BIOS-ът на PS2 няма да зареди ISO образ от USB флаш устройство или да работи с USB принтер, тъй като операционната система на машината не включва тези функции. Може да бъде добавен хард диск на гърба на конзолата, който е необходим за играене на някои игри, например Final Fantasy XI. Това е достъпно само за някои модели.

## Онлайн
Някои игри поддържат онлайн мултиплейър чрез използване на Интернет връзка и мрежов адаптер. Той е интегриран в хардуера на slimline моделите и може да бъде закупен като добавка за оригиналните „phat“ модели. Някои игри позволяват онлайн игра чрез Dial-Up връзка (не се предлага за всички модели) или LAN игра чрез свързване на две мрежови карти (или slimline конзоли), заедно с Ethernet кабел или чрез една и съща мрежа на рутер.

## Технични спецификации
- Процесор: 64-bit; 294.912 MHz (299 MHz на новите версии)
- RAM памет: 32 МБ
- Графична карта: Graphics Synthesizer – 147.456 MHz
  - Резолюция: променлива от 256×224 до 1280×1024 пиксела
- Звукова памет: 2 МБ
- Поддържани дискови носители: CD-ROM и DVD-ROM формат на PlayStation 2, DVD Видео. Съвместими са и DVD5 (4.7 ГБ) и DVD9 (8.5 ГБ). Късни модели започващи от SCPH-50000 са съвместими с DVD+RW и DVD-RW.